# H・L・リチャードソン
ヒューバート・レオン・“ビル”・リチャードソン（英語：Hubert Leon "Bill" Richardson、1927年12月28日 - 2020年1月13日）は、アメリカ合衆国の政治家。1975年に米国銃所有者協会（GOA）を設立した。

## 経歴
1927年12月28日にインディアナ州テレホートに誕生する。1967年から1989年までカリフォルニア州上院議員を務めた。1974年には共和党候補としてカリフォルニア州から連邦上院議員選挙に出馬したが、現職のアラン・クランストンに大敗を喫した。また、1992年にはカリフォルニア州第3選挙区から連邦下院議員選挙に出馬したが、こちらも現職のヴィク・ファツィオに敗れた。彼はスライトリー・トゥ・ザ・ライトという書籍を著している。息子のダグ・リチャードソンは『ダイ・ハード2』などの脚本家である。2020年1月13日に92歳で亡くなった。